# NGC 1600
NGC 1600 är en elliptisk galax i Eridanus på ett avstånd av ca 149 miljoner ljusår (ca 46 Mparsec) från jorden. I NGC 1600 finns ett svart hål med en massa på 17 miljarder solmassor. De flesta supermassiva svarta hålen har upptäckts i områden med många galaxer, men NGC 1600 befinner sig i en liten grupp med ungefär 20 galaxer.

## Hoptillhörighet
Ofta beskriven som en isolerad galax av tidig typ, är den känd för att ha minst 30 svagare satellitgalaxer, som NGC 1601 och NGC 1603. Galaxen har observerats ha fyrkantiga isofoter och liten rotation. Närvaro av H-alfa anger möjlig pågående stjärnbildning och galaxen är en känd källa till röntgenstrålning. Man tror att NGC 1600 är produkten av en galaxsammanslagning som ägde rum för över 4 miljarder år sedan. Galaxens ålder uppskattas till 4,6–8,8 miljarder år.
Systemet som består av NGC 1600 och dess omgivande galaxer har vissa likheter med fossila galaxgrupper, men är inte exakt detsamma. Till exempel har den en ovanligt hög koncentration av mörk materia, liknande fossila grupper. Röntgenstrålningens luminositet är dock mindre än 5 × 1041 erg/s, tröskelvärdet för fossila grupper.

## Supermassivt svart hål
NGC 1600 har en diffus spridning av stjärnor nära dess centrum, orsakad av påverkan från galaxens centrala svarta hål. Trots att NGC 1600 har en typisk storlek är det supermassiva svarta hålet i dess centrum ovanligt stort, med en massa på 17 miljarder solmassor, vilket gör det till ett av de största kända. Vid tidpunkten för bestämningen av det svarta hålets storlek, år 2016, befanns det vara ovanligt i sin plats i förhållande till regionens galaxpopulation. Tidigare hittades extremt stora svarta hål endast i hjärtat av stora täta rika hopar, galaxgruppen i vilken NGC 1600 upptäckts är endast en genomsnittlig galaxgrupp och inte en rik hop. Denna upptäckt kan tyda på tidigare okända populationer av mycket stora svarta hål och att tillväxtmodeller för svarta hål kan vara felaktiga eller ofullständiga.

## Galleri

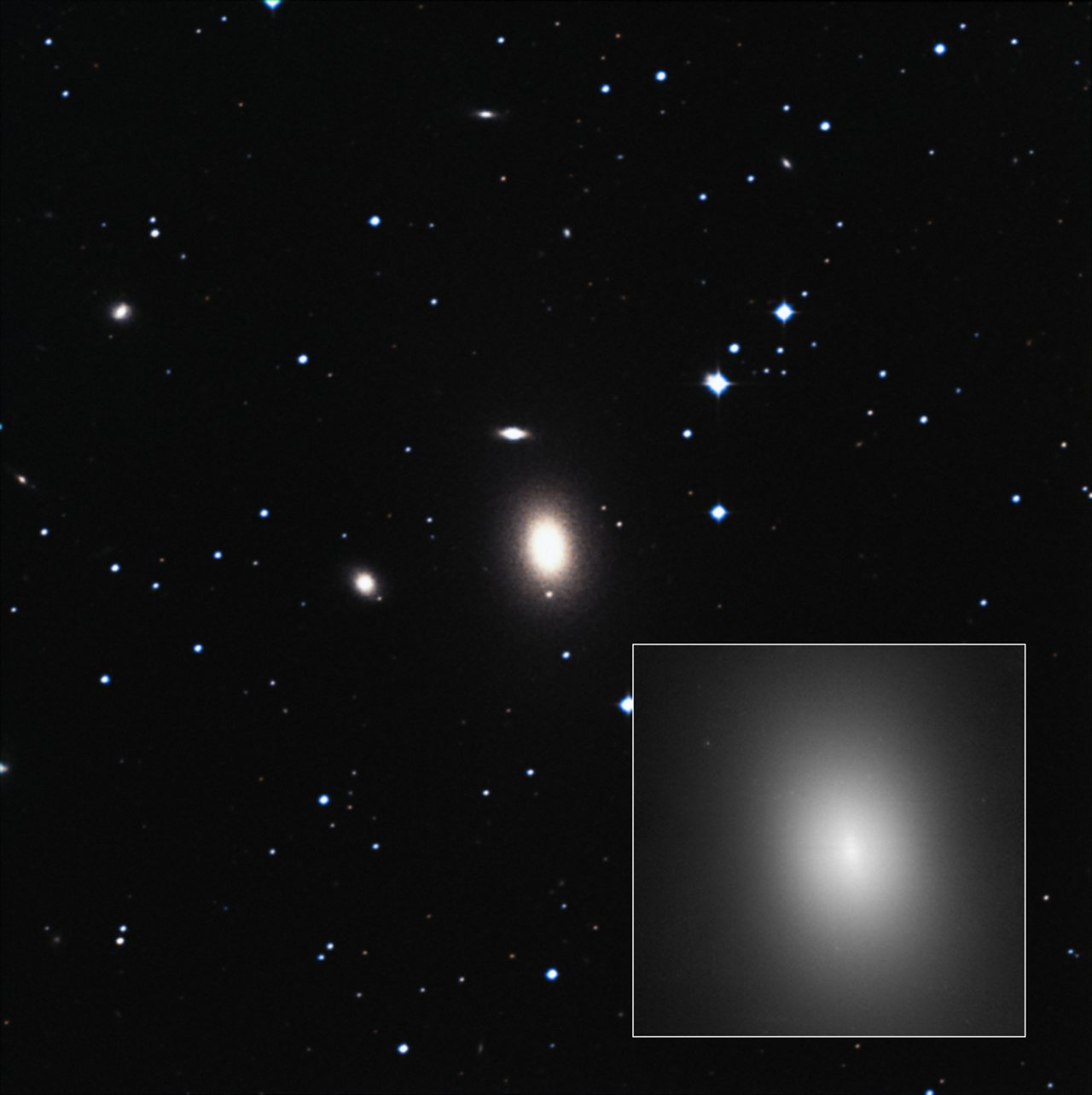
Den elliptiska galaxen NGC 1600 ligger i en galaxgrupp cirka 200 miljoner ljusår bort.
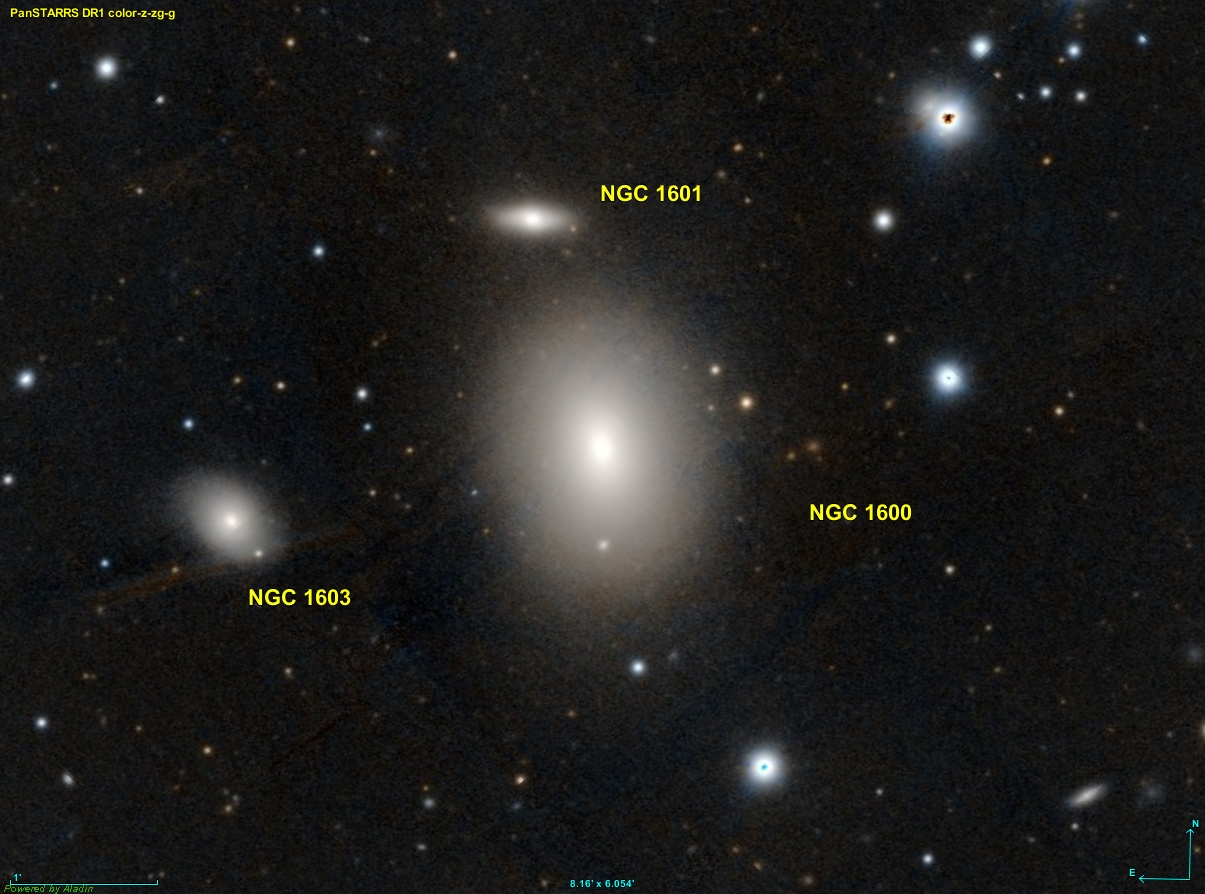
PanSTARRS-bild av NGC 1600 och omgivande galaxer NGC 1601 och NGC 1603